# Hot Eyes
Gli Hot Eyes sono un duo musicale danese conosciuto in patria anche come Kirsten & Søren. Il nome Hot Eyes è più diffuso al di fuori della Danimarca.
Il duo è composto da:
- Kirsten Siggard (nata il 7 settembre 1954 a Slagelse),
- Søren Bundgaard (nato il 4 marzo 1956 a Glostrup).

Il gruppo ha partecipato in rappresentanza della Danimarca all'Eurovision Song Contest in ben tre occasioni: nel 1984 è giunto quarto con Det lige det, nel 1985 si è classificato all'11º posto con Sku´du spør´fra no´en, mentre nel 1988 è arrivato al terzo posto con Ka' du se hva` jeg sa`.